# Maurice Diot
Maurice Diot (París, 13 de junio de 1922 - Migennes, 4 de marzo de 1972) fue un ciclista francés que fue profesional entre 1946 y 1958. Entre los ciclistas era denominado el tinnyòs. En su palmarés destacan una etapa al Tour de Francia de 1947 y la París-Bruselas de 1949.

## Palmarés
- 1946 
  - 1º en el Tour de la Manche y vencedor de una etapa
  - 1º en el Circuito de Cantal
  - 1º en el Premio de Nouan-le-Fuzelier
  - Vencedor de una etapa de la París-Niza
- 1947 
  - Gran Premio de Espéraza
  - Vencedor de una etapa del Tour de Francia
- 1948 
  - Vencedor de una etapa del Tour del Oeste
  - 1º en el Premio de Nouan-le-Fuzelier
- 1949 
  - 1º en la París-Bruselas
  - 1º en el Circuito de Viena
  - Vencedor de una etapa de la París-Saint-Etienne
- 1950 
  - 1º en el Circuito de los Boucles del Sena
  - 1º en el Circuito de Viena
  - 1º en el Gran Premio Catox
  - Vencedor de una etapa de los Boucles de la Gartempe
- 1951 
  - 1º en la París-Brest-París
  - 1º en el Gran Premio del Echo de Oran
  - Vencedor de una etapa de los Boucles de la Gartempe
- 1952 
  - 1º en el Gran Premio del Neumático
  - 1º en el Premio de Salon
- 1954 
  - 1º en el Tour de Loiret
  - Vencedor de 2 etapas al Tour de Europa

### Resultados al Tour de Francia
- 1947. 49.º de la clasificación general y vencedor de una etapa
- 1948. Abandona (13.ª etapa)
- 1949. Abandona (10.ª etapa)
- 1951. Abandona (20.ª etapa)
- 1953. 60.º de la clasificación general
- 1955. Abandona (7.ª etapa)